# Философия на науката
Философията на науката е дял на философията, изследващ основите, предпоставките и заключенията на науката, като включва в себе си елементи както на епистемологията, така и на онтологията. Философията на науката включва и философските аспекти на отделни науки, например философия на математиката, философия на историята, философия на физиката.